# Cabusset de l'Atitlan
El cabusset d'Atitlan (Podilymbus gigas) és un ocell extint de la família dels podicipèdids (Podicipedidae) que habitava únicament el Llac Atitlan, a Guatemala central.